# Lejops rhinosus
Lejops rhinosus är en tvåvingeart som beskrevs av Hull 1944. Lejops rhinosus ingår i släktet sävblomflugor, och familjen blomflugor.
Artens utbredningsområde är Uganda. Inga underarter finns listade i Catalogue of Life.